# 神舟12号
神舟12号（しんしゅう12ごう）は、2021年6月17日に打ち上げられた中国の宇宙船。これは中国による7回目の有人飛行であり、神舟プログラムにおける7回目の有人飛行である。宇宙船には人民解放軍宇宙飛行士団 (PLAAC) の宇宙飛行士3人が乗り込み、中国宇宙ステーション (CSS) の最初のモジュールである天和コアモジュールに向かい、3か月間のミッションを遂行した。

## ミッション

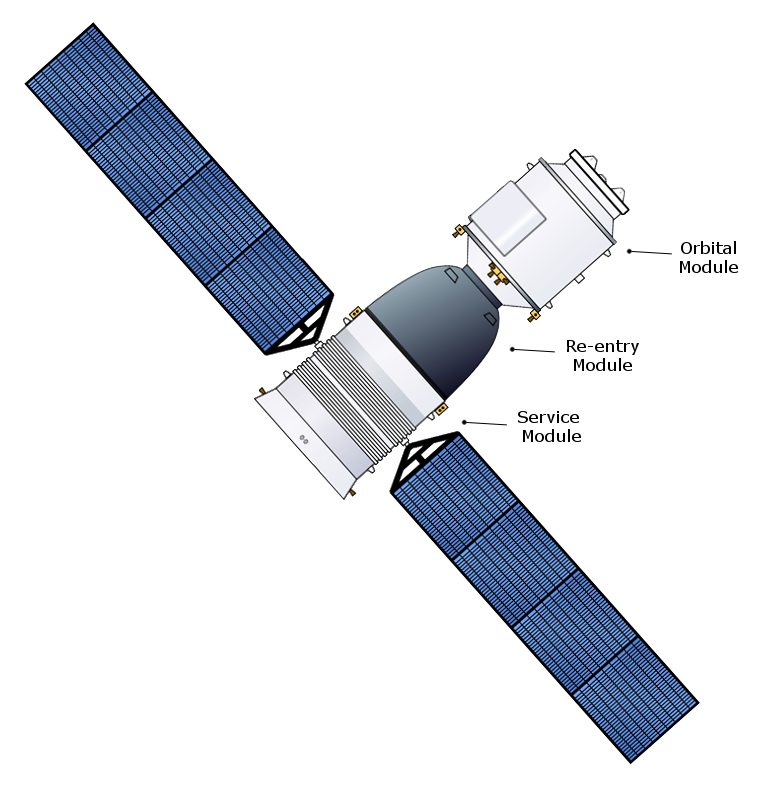
神舟の宇宙船

神舟12号は当初神舟11号に続き実験中の天宮2号宇宙ステーションへの2回目の訪問ミッションとして計画されていた。2016年、天宮2号への2回目のミッションの計画は中止され、現在1つのモジュール（2021年4月29日に打ち上げられた）で構成されている中国宇宙ステーションへの最初の乗員が乗った神舟ミッションとして計画しなおされた。このフライトは、2022年の建設終了までに4回の乗員が乗船するミッションの最初のミッションとなる。
長征2号Fとともに中国のゴビ砂漠から2021年6月17日に打ち上げられた。約6時間半のフライトの後、宇宙ステーションに到着した。2021年6月17日07:54 (UTC) に天和コアモジュールにドッキングした。
乗員は10:48 (UTC) に天和コアモジュールに初めて入った。機械アームの操作や船外活動などを行い、宇宙での長期滞在、資源のリサイクル、宇宙飛行士の生命維持など一連の重要技術を検証するとされた。約3か月の軌道滞在中に2回の宇宙遊泳が予定された。神舟13号は救助活動の可能性に備え待機する。
7月4日と8月20日に予定通り2度の船外活動をおこない、9月17日に内モンゴル自治区に帰還した。
- ステーションに入る

## 乗組員
乗員は2021年6月16日の記者会見で公に発表された。
| 地位           | 乗員                          | 乗員                          |
| -------------- | ----------------------------- | ----------------------------- |
| 機長           | 聶海勝, PLAAC 3回目の宇宙飛行 | 聶海勝, PLAAC 3回目の宇宙飛行 |
| オペレーター 1 | 劉伯明, PLAAC 2回目の宇宙飛行 | 劉伯明, PLAAC 2回目の宇宙飛行 |
| オペレーター 2 | 湯洪波, PLAAC 1回目の宇宙飛行 | 湯洪波, PLAAC 1回目の宇宙飛行 |

バックアップ
| 地位           | 乗員          | 乗員          |
| -------------- | ------------- | ------------- |
| 機長           | 翟志剛, PLAAC | 翟志剛, PLAAC |
| オペレーター 1 | 王亜平, PLAAC | 王亜平, PLAAC |
| オペレーター 2 | 葉光富, PLAAC | 葉光富, PLAAC |